# Purpurschersmin
Kinesisk doftschersmin (Philadelphus purpurascens) är en art inom familjen hortensiaväxter.
Bladen och blommorna innehåller giftiga ämnen.